# アニメ化してほしいマンガランキング
アニメ化してほしいマンガランキング（アニメかしてほしいマンガランキング）は、AnimeJapan内の投票企画。元々はAnimeJapanの5周年企画として2018年3月23日放送のニコニコ生放送内で行われた企画が元となっている。通称は「アニラン」。
第2回では19万票と11万件以上のコメントが、第3回では約18万票が、第4回では25万票が投じられ、その結果を元に順位を決めている。

## 過去のランキング
☆は制作決定またはアニメ化済みの作品
★は殿堂入り作品（1位作品またはTOP10に3回入った作品）
| 回（年）                         | 順位   | 作品                                                                      | 作者 | 出典        |
| -------------------------------- | ------ | ------------------------------------------------------------------------- | --- | ----------- |
| 2018年 （第1回）                 | 第1位  | ★10DANCE                                                                  | 井上佐藤 | [ 8 ] [ 2 ] |
| 2018年 （第1回）                 | 第2位  | ☆Fate/strange Fake                                                        | 原作：成田良悟・TYPE-MOON 漫画：森井しづき                                                                                           | [ 8 ] [ 2 ] |
| 2018年 （第1回）                 | 第3位  | ☆やがて君になる                                                           | 仲谷鳰 | [ 8 ] [ 2 ] |
| 2018年 （第1回）                 | 第4位  | ☆吸血鬼すぐ死ぬ                                                           | 盆ノ木至 | [ 8 ] [ 2 ] |
| 2018年 （第1回）                 | 第5位  | ☆大正処女御伽話                                                           | 桐丘さな | [ 8 ] [ 2 ] |
| 2018年 （第1回）                 | 第6位  | PSYREN -サイレン-                                                         | 岩代俊明 | [ 8 ] [ 2 ] |
| 2018年 （第1回）                 | 第7位  | ☆乃木若葉は勇者である                                                     | 企画原案・シリーズ構成：タカヒロ 著：朱白あおい イラスト：BUNBUN (イラストレーター)                                                  | [ 8 ] [ 2 ] |
| 2018年 （第1回）                 | 第8位  | ☆約束のネバーランド                                                       | 原作：白井カイウ 作画：出水ぽすか | [ 8 ] [ 2 ] |
| 2018年 （第1回）                 | 第9位  | ☆ムヒョとロージーの魔法律相談事務所                                       | 西義之 | [ 8 ] [ 2 ] |
| 2018年 （第1回）                 | 第10位 | ウメハラ FIGHTING GAMERS!                                                 | 監修：梅原大吾 原作：友井マキ・折笠格 作画：西出ケンゴロー                                                                           | [ 8 ] [ 2 ] |
| 2019年 （第2回） 投票数 約19万票 | 第1位  | ★Im〜イム〜                                                               | 森下真 | [ 9 ]       |
| 2019年 （第2回） 投票数 約19万票 | 第2位  | ☆多数欠                                                                   | 宮川大河 | [ 9 ]       |
| 2019年 （第2回） 投票数 約19万票 | 第3位  | 群青にサイレン                                                            | 桃栗みかん | [ 9 ]       |
| 2019年 （第2回） 投票数 約19万票 | 第4位  | しょぼしょぼマン                                                          | いちかわ暖 | [ 9 ]       |
| 2019年 （第2回） 投票数 約19万票 | 第5位  | ☆地縛少年花子くん                                                         | あいだいろ | [ 9 ]       |
| 2019年 （第2回） 投票数 約19万票 | 第6位  | ☆うらみちお兄さん                                                         | 久世岳 | [ 9 ]       |
| 2019年 （第2回） 投票数 約19万票 | 第7位  | ☆名探偵コナン ゼロの日常                                                  | 著：新井隆広 原案協力：青山剛昌 | [ 9 ]       |
| 2019年 （第2回） 投票数 約19万票 | 第8位  | 殺彼-サツカレ-                                                            | 大介＋旭 | [ 9 ]       |
| 2019年 （第2回） 投票数 約19万票 | 第9位  | ☆★薬屋のひとりごと                                                        | 原作：日向夏、キャラクター原案：しのとうこ 作画：ねこクラゲ、構成：七緒一綺（スクウェア・エニックス刊） 作画：倉田三ノ路（小学館刊） | [ 9 ]       |
| 2019年 （第2回） 投票数 約19万票 | 第10位 | 錦田警部はどろぼうがお好き                                                | かんばまゆこ | [ 9 ]       |
| 2020年 （第3回） 投票数 約18万票 | 第1位  | ☆★古見さんは、コミュ症です。                                              | オダトモヒト | [ 10 ]      |
| 2020年 （第3回） 投票数 約18万票 | 第2位  | ☆新しい上司はど天然                                                       | いちかわ暖 | [ 10 ]      |
| 2020年 （第3回） 投票数 約18万票 | 第3位  | ☆お兄ちゃんはおしまい!                                                    | ねことうふ | [ 10 ]      |
| 2020年 （第3回） 投票数 約18万票 | 第4位  | ☆僕の心のヤバイやつ                                                       | 桜井のりお | [ 10 ]      |
| 2020年 （第3回） 投票数 約18万票 | 第5位  | ☆SPY×FAMILY                                                               | 遠藤達哉 | [ 10 ]      |
| 2020年 （第3回） 投票数 約18万票 | 第6位  | アクタージュ act-age                                                      | 原作：マツキタツヤ、作画：宇佐崎しろ                                                                                                 | [ 10 ]      |
| 2020年 （第3回） 投票数 約18万票 | 第7位  | ☆多数欠                                                                   | 宮川大河 | [ 10 ]      |
| 2020年 （第3回） 投票数 約18万票 | 第8位  | ☆極主夫道                                                                 | おおのこうすけ | [ 10 ]      |
| 2020年 （第3回） 投票数 約18万票 | 第9位  | ☆★薬屋のひとりごと                                                        | 原作：日向夏、キャラクター原案：しのとうこ 作画：ねこクラゲ、構成：七緒一綺（スクウェア・エニックス刊） 作画：倉田三ノ路（小学館刊） | [ 10 ]      |
| 2020年 （第3回） 投票数 約18万票 | 第10位 | ☆チェンソーマン                                                           | 藤本タツキ | [ 10 ]      |
| 2021年 （第4回） 投票数 約25万票 | 第1位  | ☆★僕の心のヤバイやつ                                                      | 桜井のりお | [ 11 ]      |
| 2021年 （第4回） 投票数 約25万票 | 第2位  | ☆俺だけレベルアップな件                                                   | 漫画：DUBU 原作：Chugong | [ 11 ]      |
| 2021年 （第4回） 投票数 約25万票 | 第3位  | ☆★先輩はおとこのこ                                                        | ぽむ | [ 11 ]      |
| 2021年 （第4回） 投票数 約25万票 | 第4位  | おじさまと猫                                                              | 桜井海 | [ 11 ]      |
| 2021年 （第4回） 投票数 約25万票 | 第5位  | ☆私の推しは悪役令嬢。                                                     | 原作：いのり。 キャラクターデザイン原案：花ヶ田 漫画：青乃下                                                                         | [ 11 ]      |
| 2021年 （第4回） 投票数 約25万票 | 第6位  | ☆SPY×FAMILY                                                               | 遠藤達哉 | [ 11 ]      |
| 2021年 （第4回） 投票数 約25万票 | 第7位  | ☆お兄ちゃんはおしまい!                                                    | ねことうふ | [ 11 ]      |
| 2021年 （第4回） 投票数 約25万票 | 第8位  | ☆古見さんは、コミュ症です。                                               | オダトモヒト | [ 11 ]      |
| 2021年 （第4回） 投票数 約25万票 | 第9位  | ☆山田くんとLv999の恋をする                                                | ましろ | [ 11 ]      |
| 2021年 （第4回） 投票数 約25万票 | 第10位 | ☆★薬屋のひとりごと                                                        | 原作：日向夏、キャラクター原案：しのとうこ 作画：ねこクラゲ、構成：七緒一綺（スクウェア・エニックス刊） 作画：倉田三ノ路（小学館刊） | [ 11 ]      |
| 2022年 （第5回）                 | 第1位  | ☆★先輩はおとこのこ                                                        | ぽむ | [ 12 ]      |
| 2022年 （第5回）                 | 第2位  | ある日、お姫様になってしまった件について                                  | 漫画：Spoon 原作：Plutus | [ 12 ]      |
| 2022年 （第5回）                 | 第3位  | 仁藤と田塚の日常                                                          | 砂糖と塩 | [ 12 ]      |
| 2022年 （第5回）                 | 第4位  | 破壊神マグちゃん                                                          | 上木敬 | [ 12 ]      |
| 2022年 （第5回）                 | 第5位  | ☆【推しの子】                                                             | 赤坂アカ×横槍メンゴ | [ 12 ]      |
| 2022年 （第5回）                 | 第6位  | ☆俺だけレベルアップな件                                                   | 漫画：DUBU（REDICE STUDIO） 原作：Chugong                                                                                            | [ 12 ]      |
| 2022年 （第5回）                 | 第7位  | ☆30歳まで童貞だと魔法使いになれるらしい                                   | 豊田悠 | [ 12 ]      |
| 2022年 （第5回）                 | 第8位  | ☆君のことが大大大大大好きな100人の彼女                                    | 原作：中村力斗 作画：野澤ゆき子 | [ 12 ]      |
| 2022年 （第5回）                 | 第9位  | ☆WIND BREAKER                                                             | にいさとる | [ 12 ]      |
| 2022年 （第5回）                 | 第10位 | ☆怪獣8号                                                                  | 松本直也 | [ 12 ]      |
| 2023年 （第6回）                 | 第1位  | ★ハイパーインフレーション                                                 | 住吉九 | [ 13 ]      |
| 2023年 （第6回）                 | 第2位  | ☆氷の城壁                                                                 | 阿賀沢紅茶 | [ 13 ]      |
| 2023年 （第6回）                 | 第3位  | 仁藤と田塚の日常                                                          | 砂糖と塩 | [ 13 ]      |
| 2023年 （第6回）                 | 第4位  | 和歌ちゃんは今日もあざとい                                                | 島村 | [ 13 ]      |
| 2023年 （第6回）                 | 第5位  | ☆ジャイアントお嬢様                                                       | 肉村Q | [ 13 ]      |
| 2023年 （第6回）                 | 第6位  | 誰か夢だと言ってくれ                                                      | みっしぇる | [ 13 ]      |
| 2023年 （第6回）                 | 第7位  | ある日、お姫様になってしまった件について                                  | 漫画：Spoon 原作：Plutus | [ 13 ]      |
| 2023年 （第6回）                 | 第8位  | ジャンケットバンク                                                        | 田中一行 | [ 13 ]      |
| 2023年 （第6回）                 | 第9位  | 墜落JKと廃人教師                                                          | sora | [ 13 ]      |
| 2023年 （第6回）                 | 第10位 | ☆忍者と極道                                                               | 近藤信輔 | [ 13 ]      |
| 2024 （第7回） 投票数 103473票   | 第1位  | ★しなのんちのいくる                                                       | 仲曽良ハミ | [ 14 ]      |
| 2024 （第7回） 投票数 103473票   | 第2位  | 小学生エムモトえむみの勝手きままライフ                                    | えむふじん | [ 14 ]      |
| 2024 （第7回） 投票数 103473票   | 第3位  | ＲＡＢ(リアルアキバボーイズ)の日常描いてみた                              | マロン | [ 14 ]      |
| 2024 （第7回） 投票数 103473票   | 第4位  | 恋する(おとめ)の作り方                                                    | 万丈梓 | [ 14 ]      |
| 2024 （第7回） 投票数 103473票   | 第5位  | みにくい遊郭の子                                                          | 狩谷成 | [ 14 ]      |
| 2024 （第7回） 投票数 103473票   | 第6位  | きたない君がいちばんかわいい                                              | まにお | [ 14 ]      |
| 2024 （第7回） 投票数 103473票   | 第7位  | カグラバチ                                                                | 外薗健 | [ 14 ]      |
| 2024 （第7回） 投票数 103473票   | 第8位  | 君と綴るうたかた                                                          | ゆあま | [ 14 ]      |
| 2024 （第7回） 投票数 103473票   | 第9位  | 幼稚園WARS                                                                | 千葉侑生 | [ 14 ]      |
| 2024 （第7回） 投票数 103473票   | 第10位 | PSYREN -サイレン-                                                         | 岩代俊明 | [ 14 ]      |
| 2025 （第8回） 投票数 156909票   | 第1位  | ★鵺の陰陽師                                                               | 川江康太 | [ 15 ]      |
| 2025 （第8回） 投票数 156909票   | 第2位  | ウソツキ!ゴクオーくん                                                     | 吉もと誠 | [ 15 ]      |
| 2025 （第8回） 投票数 156909票   | 第3位  | ホタルの嫁入り                                                            | 橘オレコ | [ 15 ]      |
| 2025 （第8回） 投票数 156909票   | 第4位  | ファントムバスターズ                                                      | ネオショコ | [ 15 ]      |
| 2025 （第8回） 投票数 156909票   | 第5位  | 幼稚園WARS                                                                | 千葉侑生 | [ 15 ]      |
| 2025 （第8回） 投票数 156909票   | 第6位  | みにくい遊郭の子                                                          | 狩谷成 | [ 15 ]      |
| 2025 （第8回） 投票数 156909票   | 第7位  | 極楽街                                                                    | 佐乃夕斗 | [ 15 ]      |
| 2025 （第8回） 投票数 156909票   | 第8位  | ☆悪役令嬢の中の人～断罪された転生者のため嘘つきヒロインに復讐いたします～ | 原作：まきぶろ、キャラクター原案：紫真依 作画：白梅ナズナ                                                                            | [ 15 ]      |
| 2025 （第8回） 投票数 156909票   | 第9位  | ジャンケットバンク                                                        | 田中一行 | [ 15 ]      |
| 2025 （第8回） 投票数 156909票   | 第10位 | ラブ・バレット                                                            | inee | [ 15 ]      |